# ناحیه الحنایه
ناحیه الحنایه (به عربی: دائرة الحنایة) یک ناحیه در الجزایر است که در استان تلمسان واقع شده‌است.

## خصوصیات
ناحیه الحنایه ۴۱٬۵۷۵ نفر جمعیت دارد.